# Kirgistan na Mistrzostwach Świata w Lekkoatletyce 2017
Kirgistan na Mistrzostwach Świata w Lekkoatletyce 2017 – reprezentacja Kirgistanu podczas Mistrzostw Świata w Londynie liczyła 3 zawodniczki, które nie zdobyły żadnego medalu.

## Skład reprezentacji
| Zawodniczka         | Konkurencja           | Finał    | Finał   |
| Zawodniczka         | Konkurencja           | Rezultat | Pozycja |
| ------------------- | --------------------- | -------- | ------- |
| Darja Masłowa       | Bieg na 10 000 metrów | 31:57,23 | 17.     |
| Julija Andriejewa   | Maraton               | 2:53:17  | 66.     |
| Wiktorija Poljudina | Maraton               | 2:40:28  | 42.     |